# Vains
Vains és un municipi francès situat al departament de la Manche i a la regió de Normandia. L'any 2007 tenia 755 habitants.

## Demografia

### Població
El 2007 la població de fet de Vains era de 755 persones. Hi havia 306 famílies de les quals 66 eren unipersonals (29 homes vivint sols i 37 dones vivint soles), 112 parelles sense fills, 91 parelles amb fills i 37 famílies monoparentals amb fills.
La població ha evolucionat segons el següent gràfic:
Habitants censats

### Habitatges
El 2007 hi havia 419 habitatges, 314 eren l'habitatge principal de la família, 85 eren segones residències i 20 estaven desocupats. 412 eren cases i 6 eren apartaments. Dels 314 habitatges principals, 244 estaven ocupats pels seus propietaris i 70 estaven llogats i ocupats pels llogaters; 1 tenia una cambra, 12 en tenien dues, 48 en tenien tres, 90 en tenien quatre i 163 en tenien cinc o més. 271 habitatges disposaven pel capbaix d'una plaça de pàrquing. A 126 habitatges hi havia un automòbil i a 174 n'hi havia dos o més.

### Piràmide de població
La piràmide de població per edats i sexe el 2009 era:
| Homes | Edats   | Dones |
| ----- | ------- | ----- |
| 0     | 95 o +  | 0     |
| 8     | 90 a 94 | 0     |
| 4     | 85 a 89 | 8     |
| 0     | 80 a 84 | 8     |
| 12    | 75 a 79 | 8     |
| 20    | 70 a 74 | 20    |
| 20    | 65 a 69 | 12    |
| 16    | 60 a 64 | 16    |
| 4     | 55 a 59 | 20    |
| 32    | 50 a 54 | 24    |
| 24    | 45 a 49 | 32    |
| 40    | 40 a 44 | 28    |
| 16    | 35 a 39 | 20    |
| 16    | 30 a 34 | 24    |
| 32    | 25 a 29 | 12    |
| 4     | 20 a 24 | 12    |
| 20    | 15 a 19 | 40    |
| 16    | 10 a 14 | 20    |
| 4     | 5 a 9   | 8     |
| 24    | 0 a 4   | 20    |

## Economia
El 2007 la població en edat de treballar era de 485 persones, 341 eren actives i 144 eren inactives. De les 341 persones actives 324 estaven ocupades (173 homes i 151 dones) i 17 estaven aturades (5 homes i 12 dones). De les 144 persones inactives 68 estaven jubilades, 41 estaven estudiant i 35 estaven classificades com a «altres inactius».

### Ingressos
El 2009 a Vains hi havia 306 unitats fiscals que integraven 731,5 persones, la mediana anual d'ingressos fiscals per persona era de 18.681 €.

### Activitats econòmiques
Dels 15 establiments que hi havia el 2007, 3 eren d'empreses de construcció, 3 d'empreses de comerç i reparació d'automòbils, 4 d'empreses d'hostatgeria i restauració, 1 d'una empresa financera, 1 d'una empresa immobiliària, 1 d'una entitat de l'administració pública i 2 d'empreses classificades com a «altres activitats de serveis».
Dels 4 establiments de servei als particulars que hi havia el 2009, 1 era un paleta, 1 guixaire pintor i 2 restaurants.
L'any 2000 a Vains hi havia 31 explotacions agrícoles que ocupaven un total de 420 hectàrees.

## Equipaments sanitaris i escolars
El 2009 hi havia 1 escola elemental i 1 escola elemental integrada dins d'un grup escolar amb les comunes properes formant una escola dispersa.

## Poblacions més properes
El següent diagrama mostra les poblacions més properes.